# Григорьев, Александр Константинович
Алекса́ндр Константи́нович Григо́рьев (23 августа [4 сентября] 1837, Санкт-Петербург, Российская империя — после 1886, Российская империя) — русский исторический и портретный живописец, участник «бунта четырнадцати», один из учредителей Санкт-Петербургской Артели художников.

## Биография

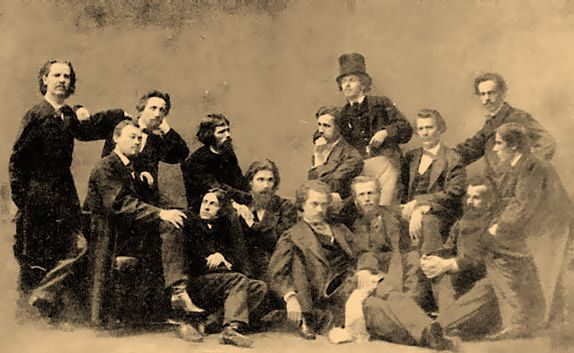
А. К. Григорьев (сидит, крайний справа) на фотографии Санкт-Петербургской Артели художников (1863—1864)

Родился в Санкт-Петербурге в семье титулярного советника Григорьева Константина Ивановича. Во время учёбы в Императорской Академии художеств проявил выдающиеся способности. За успехи в рисовании трижды награждался малой серебряной медалью (1851 и две 1858), дважды большой серебряной (1861 и 1862), а в 1862 году малой золотой медалью за картину «Моисей источает воду из камня».
9 ноября 1863 года участвовал в «бунте четырнадцати», отказавшись от участия в конкурсе на большую золотую медаль, проводимом к 100-летию Академии художеств.
С 1863 по 1867 год был членом Санкт-Петербургской артели художников, возглавляемой Крамским.
В 1864 году присвоено звание классного художника 2 степени, с 1868 классный художник 1 степени.
В 1877 году выполнил заказ Императорской Академии художеств на изготовление образа святого великомученика Георгия Победоносца для церкви святителя Николая Чудотворца в городе Аткарске Саратовской губернии, в 1882 году заказ Академии на изготовлении иконы «Тайная вечеря» для Алексинского прихода Тульской губернии.
Участвовал в исполнении афиш к спектаклям при подготовке коронационных торжеств Александра III и Марии Федоровны 15 мая 1883 года.

## Интересные факты
- Удостоенный в 1858 году малой серебряной медали Императорской Академии художеств «За успех в рисовании» этюд академиста Александра Григорьева «Натурщик сидящий», был оставлен в академических классах в качестве образца, получив № 1 (высший балл) на экзамене[1]. Рисунок хранится в Научно-исследовательском музее Российской Академии художеств и выставлялся на юбилейной выставке РАХ: «Академия художеств. История в фотографиях. 1850—1950 гг.»[6].
- Первым пристанищем, основанной в 1863 году Артели художников, стала квартира в доходном доме Гудкова на 17-й линии Васильевского острова, где были не только жилые комнаты, но и три большие общие художественные мастерские. В общей квартире, вместе с семьями, поселилось шесть художников: старшина артели И. Н. Крамской, Б. Б. Вениг, А. К. Григорьев, Ф. С.  Журавлёв, А. И. Корзухин и Н. С. Шустов[7].

## Адреса в Санкт-Петербурге
- 17 линия В. О., дом 4, квартира 4[7]
- Адмиралтейский проспект, дом 10